# Fanny Rask
Fanny Rask, född 21 maj 1991 i Leksand, är en svensk ishockeyforward som spelat i HV71 men just nu spelar i Schweiz(Kolla Elite prospects) dock löpte hennes kontrakt ut efter säsongen 2023/2024 och ingen förnyelse har hittills gjorts. 
Rask började sin hockeykarriär i Leksands IF. Hon har under uppväxten spelat med ett antal olika pojklag, varav hon under några år spelade i samma lag som sin bror Victor Rask. Hon har spelat 55 landskamper med Damkronorna.

## Meriter
- Brons i junior-VM 2009
- SM-guld 2013 med AIK
- OS i Sotji 2014: 4:a

## Klubbar
- Leksands IF, 2003-2005 och 2010-2011
- IFK Ore, 2006-2007
- Örebro HK, 2006-2007
- Linköpings HC, 2007-2010
- AIK, 2011-2015
- HV71, 2015-